# Australische Cricket-Nationalmannschaft in Neuseeland in der Saison 2020/21
Die Tour der australischen Cricket-Nationalmannschaft nach Neuseeland in der Saison 2020/21 fand vom 22. Februar bis zum 7. März 2021 statt. Die internationale Cricket-Tour war Bestandteil der Internationalen Cricket-Saison 2020/21 und umfasste fünf Twenty20s. Neuseeland gewann die Serie mit 3–2.

## Vorgeschichte
Für beide Mannschaften ist es die erste Tour der Saison. Das letzte Aufeinandertreffen der beiden Mannschaften bei einer Tour fand in der Saison 2019/20 in Australien statt. Ursprünglich sollte eine Tour Neuseelands in Australien im Januar 2021 stattfinden, wurde jedoch auf Grund der COVID-19-Pandemie abgesagt. Das 4. Twenty20 war zunächst in Auckland geplant, wurde jedoch in Wellington ausgetragen, nachdem Auckland auf Grund dortiger positiver Covid-19-Befunde unter Lockdown gestellt wurde.

## Kaderlisten
Australien benannte seinen Kader am 27. Januar 2021.
Neuseeland benannte seinen Kader am 14. Februar 2021.
| Twenty20 | Twenty20 |
| Neuseeland | Australien |
| --- | --- |
| - Kane Williamson (K) - Hamish Bennett - Trent Boult - Mark Chapman - Devon Conway - Martin Guptill - Kyle Jamieson - Adam Milne - James Neesham - Glenn Phillips - Mitchell Santner - Tim Seifert (wk) - Ish Sodhi - Tim Southee | - Aaron Finch (K) - Matthew Wade (VK, wk) - Ashton Agar - Jason Behrendorff - Mitchell Marsh - Glenn Maxwell - Ben McDermott - Riley Meredith - Josh Philippe - Jhye Richardson - Kane Richardson - Daniel Sams - Tanveer Sangha - D'Arcy Short - Marcus Stoinis - Ashton Turner - Andrew Tye - Adam Zampa |

## Stadien
Die folgenden Stadien wurden für die Tour als Austragungsort vorgesehen.
| Stadion                     | Stadt           | Kapazität | Spiele |
| --------------------------- | --------------- | --------- | ------ |
| Eden Park                   | Auckland        | 50.000    | 4. T20 |
| Hagley Oval                 | Christchurch    | 20.000    | 1. T20 |
| University Oval             | Dunedin         | 6.000     | 2. T20 |
| Bay Oval                    | Mount Maunganui | 10.000    | 5. T20 |
| Wellington Regional Stadium | Wellington      | 34.500    | 3. T20 |

## Twenty20 Internationals

### Erstes Twenty20 in Christchurch
| 22. Februar Scorecard | Christchurch | Neuseeland 184-5 (20)          | – | Australien 131 (17.3) |
|                       |              | Neuseeland gewinnt mit 53 Runs |   |                       |

Australien gewann den Münzwurf und entschied sich als Feldmannschaft zu beginnen. Neuseeland verlor zunächst drei schnelle Wickets, bevor sich Devon Conway etablieren konnte. Dieser fand zunächst mit Glenn Phillips mit 30 Runs und dann mit James Neesham mit 26 Runs einen Partner. Conway erzielte letztendlich ungeschlagene 99* Runs. Beste australische Bowler waren Jhye Richardson mit 2 Wickets für 31 Runs und Daniel Sams mit 2 Wickets für 40 Runs. Für Australien verlief der Beginn des Innings ähnlich, denn auch hier dauerte es mehrere Wickets, bis sich Mitchell Marsh etablierte. Jedoch fand er nur mit Ashton Agar einen wirklichen Partner, bevor er mit 45 Runs ausschied. Agar konnte 23 Runs erzielen und die Leistung der verbliebenen Batsmen reichte nicht aus um die Neuseeländer zu gefährden. Bester Bowler für Neuseeland war Ish Sodhi mit 4 Wickets für 28 Runs. Als Spieler des Spiels wurde Devon Conway ausgezeichnet.

### Zweites Twenty20 in Dunedin
| 25. Februar Scorecard | Dunedin | Neuseeland 219-7 (20)         | – | Australien 215-8 (20) |
|                       |         | Neuseeland gewinnt mit 4 Runs |   |                       |

Australien gewann den Münzwurf und entschied sich als Feldmannschaft zu beginnen. Für Australien konnte sich von den Eröffnungs-Schlagmännern zunächst Martin Guptill etablieren. Dieser wurde zunächst durch Kapitän Kane Williamson begleitet und sie erzielten ein Partnership von 131 Runs. Guptill verlor nach 97 Runs sein Wicket und wurde gefolgt von James Neesham. Williamson verlor sein Wicket nach einem Half-Century über 53 Runs und Neesham beendete das Innings ungeschlagen mit 45* Runs. Bester Bowler für Australien war Kane Richardson mit 3 Wickets für 43 Runs. Australien verlor zunächst früh die Wickets von Matthew Wade (24 Runs) und Aaron Finch (12 Runs). Ihnen folgte Josh Phillipe, der sich etablieren konnte und mit Marcus Stoinis kurzzeitig ein Partnership einging, bevor er mit 45 Runs sein Wicket verlor. Stoinis fand mit Daniel Sams einen neuen Partner, der 41 Runs erzielte. Als Stoinis mit 78 Runs im vorletzten Ball sein Wicket verlor, war das Spiel für die Neuseeländer entschieden. Bester Bowler für Neuseeland war Mitchell Santner mit 4 Wickets für 31 Runs. Als Spieler des Spiels wurde Martin Guptill ausgezeichnet.

### Drittes Twenty20 in Wellington
| 3. März Scorecard | Wellington | Australien 208-4 (20)          | – | Neuseeland 144 (17.1) |
|                   |            | Australien gewinnt mit 64 Runs |   |                       |

Neuseeland gewann den Münzwurf und entschied sich als Feldmannschaft zu beginnen. Für Australien konnten sich zunächst Aaron Finch und Josh Philippe etablieren. Philippe verlor nach 43 Runs sein Wicket und wurde durch Glenn Maxwell ersetzt. Finch verlor sein Wicket mit 69 Runs und Maxwell mit 70 und so konnte Australien eine Vorgabe von über 200 Runs machen. Bester Bowler für Neuseeland war Ish Sodhi mit 2 Wickets für 32 Runs. Für Neuseeland konnte sich zunächst Martin Guptill etablieren, der erst nach verlorenen zwei Wickets mit Devon Conway einen Partner fand. Guptill verlor nach 43 Runs sein Wicket und Conway mit 38. Von den verbliebenen Batsmen war Mark Chapman mit 18 Runs der beste, jedoch reichte dieses deutlich nicht dafür die Vorgabe der Australier einzuholen. Bester Bowler der Australier war Ashton Agar mit 6 Wickets für 30 Runs. Als Spieler des Spiels wurde Ashton Agar ausgezeichnet.

### Viertes Twenty20 in Wellington
| 5. März Scorecard | Wellington | Australien 156-6 (20)          | – | Neuseeland 106 (18.5) |
|                   |            | Australien gewinnt mit 50 Runs |   |                       |

Australien gewann den Münzwurf und entschied sich als Schlagmannschaft zu beginnen. Für die Australier war es vor allem Kapitän Aaron Finch der das Innings dominierte. Neben seinen ungeschlagenen 79* Runs konnten Matthew Wade und Josh Philippe 13, Glenn Maxwell 18 und Marcus Stoinis 19 Runs beisteuern. Bester Bowler für Neuseeland war Ish Sodhi mit 3 Wickets für 32 Runs. Für Neuseeland konnte sich lange kaum ein Spieler etablieren. Tim Seifert erzielte 19 Runs und Devon Conway 17, aber es sollte bis zum Tail-Ender Kyle Jamieson dauern der mit 30 Runs einen bedeutenden Anteil an der Runzahl leisten konnte. So endete die vergebliche Aufholjagd mit dem Verlust seines Wickets im vorletzten Over vorzeitig. Bester Bowler der Australier war Kane Richardson mit 3 Wickets für 19 Runs. Als Spieler des Spiels wurde Aaron Finch ausgezeichnet.

### Fünftes Twenty20 in Mount Maunganui
| 7. März Scorecard | Mount Maunganui | Australien 142-8 (20)            | – | Neuseeland 143-3 (15.3) |
|                   |                 | Neuseeland gewinnt mit 3 Wickets |   |                         |

Australien gewann den Münzwurf und entschied sich als Schlagmannschaft zu beginnen. Das erste Partnership, das sich für die Australier etablieren konnte, waren Kapitän Aaron Finch und Matthew Wade. Finch verlor nach 36 Runs sein Wicket, Wade nach 44. Von den verbliebenen Batsmen konnte nur noch Marcus Stoinis mit 26 Runs einen wichtigen Anteil am Ergebnis der Australier leisten. Bester Bowler für Neuseeland war Ish Sodhi mit 3 Wickets für 24 Runs. Bei den Neuseeländern konnten sich die Eröffnungs-Schlagmänner, Devon Conway und Martin Guptill etablieren. Conway verlor nach 36 Runs sein Wicket und wurde an Guptills Seite durch Glenn Phillips abgelöst. Guptill und Phillips konnten die Vorgabe der Australier zusammen bedeutend Aufholen. Guptill verlor nach 71 Runs sein Wicket und Phillips beendete die erfolgreiche Aufholjagd mit ungeschlagenen 34* Runs. Als Spieler des Spiels wurde Martin Guptill ausgezeichnet.

## Statistiken
Die folgenden Cricketstatistiken wurden bei dieser Tour erzielt.
| Twenty20         | Twenty20   | Twenty20 | Twenty20 | Twenty20 | Twenty20 | Twenty20 | Twenty20 | Twenty20 |
| Batting          | Batting    | Batting  | Batting  | Batting  | Batting  | Batting  | Batting  | Batting  |
| Spieler          | Mannschaft | Spiele   | Innings  | Runs     | Average  | HS       | 100s     | 50s      |
| ---------------- | ---------- | -------- | -------- | -------- | -------- | -------- | -------- | -------- |
| Martin Guptill   | Neuseeland | 5        | 5        | 218      | 43,60    | 97       | 0        | 3        |
| Aaron Finch      | Australien | 5        | 5        | 197      | 49,25    | 79*      | 0        | 3        |
| Devon Conway     | Neuseeland | 5        | 5        | 192      | 48,00    | 99*      | 0        | 1        |
| Marcus Stoinis   | Australien | 5        | 5        | 140      | 35,00    | 78       | 0        | 1        |
| Josh Philippe    | Australien | 5        | 5        | 105      | 21,00    | 45       | 0        | 0        |
| Bowling          |            |          |          |          |          |          |          |          |
| Spieler          | Mannschaft | Spiele   | Overs    | Wickets  | Average  | BBI      | 5W       | 10W      |
| Ish Sodhi        | Neuseeland | 5        | 19.0     | 13       | 12,07    | 4/28     | 0        | 0        |
| Ashton Agar      | Australien | 5        | 17.0     | 8        | 14,62    | 6/30     | 1        | 0        |
| Kane Richardson  | Australien | 5        | 15.0     | 7        | 19,57    | 3/19     | 0        | 0        |
| Trent Boult      | Neuseeland | 5        | 19.0     | 7        | 20,57    | 2/22     | 0        | 0        |
| Mitchell Santner | Neuseeland | 4        | 15.3     | 6        | 16,16    | 4/31     | 0        | 0        |
| Tim Southee      | Neuseeland | 5        | 19.0     | 6        | 27,33    | 2/10     | 0        | 0        |

## Auszeichnungen

### Player of the Series
Als Player of the Series wurden der folgende Spieler ausgezeichnet.
| Serie    | Player of the Series |
| -------- | -------------------- |
| Twenty20 | Ish Sodhi            |

### Player of the Match
Als Player of the Match wurden die folgenden Spieler ausgezeichnet.
| Spiel       | Player of the Match |
| ----------- | ------------------- |
| 1. Twenty20 | Devon Conway        |
| 2. Twenty20 | Martin Guptill      |
| 3. Twenty20 | Ashton Agar         |
| 4. Twenty20 | Aaron Finch         |
| 5. Twenty20 | Martin Guptill      |